# Johann Schwarzer
Johann Schwarzer (Javorník, 30 agosto 1880 – Virbalis, 10 ottobre 1914) è stato un regista, fotografo e produttore cinematografico austriaco.

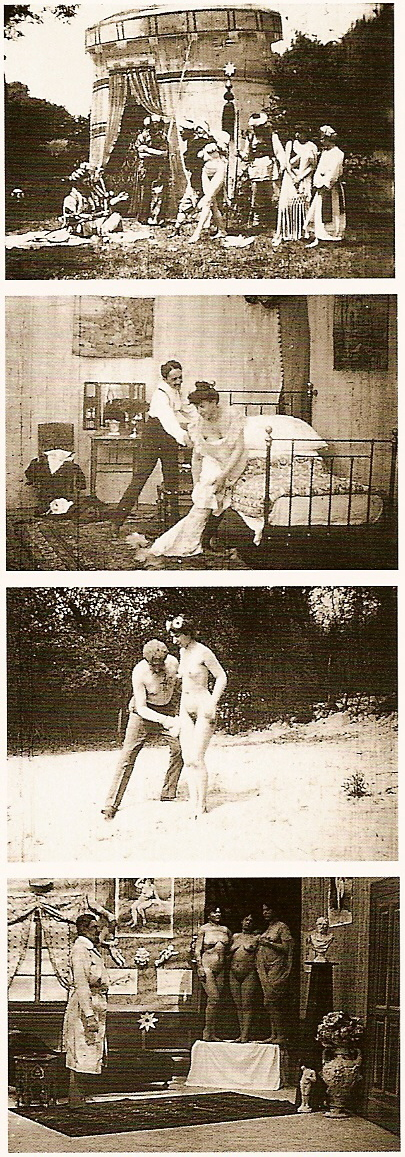
Fotogrammi da pellicole di Johann Schwarzer, 1906 c.a.

Fu fondatore della prima casa cinematografica austriaca a Vienna (sotto l'Impero austro-ungarico).
È stato un pioniere nella produzione di film per adulti attraverso la sua casa di produzione la Saturn-Film.

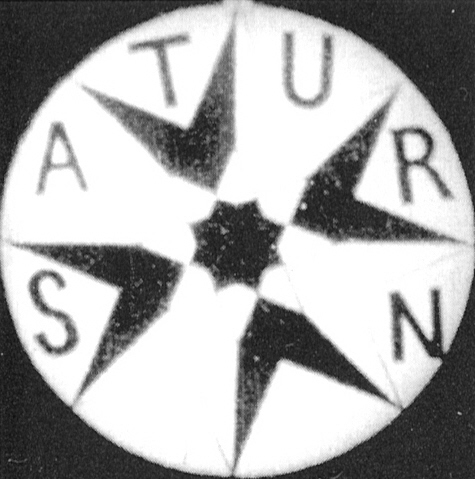
Saturn-Film Logo (1908)

## Saturn Film
La casa di produzione Saturn-Film fu la prima azienda austriaca di produzione cinematografica, fondata dal fotografo Johann Schwarzer a Vienna e fu attiva dal 1906 fino al 1911.
La produzione dell'azienda era composta esclusivamente da cortometraggi erotici distribuiti a livello internazionale. 
La Saturn produsse in totale 52 film, di cui 26 sono arrivati ai giorni nostri e a cui si può risalire in modo certo alla produzione cinematografica della Saturn-Film.

## Biografia
Nei primi anni del 1900, Schwarzer si trasferì a Vienna dove svolse la professione di fotografo per fare ritratti di famiglia, per arrotondare il suo reddito Schwarzer iniziò a fare foto erotiche usate poi sulle cartoline del genere comuni in quell`epoca.
Nel 1906 fondò la casa cinematografica Saturn che chiuse nel 1911, da quell`anno sparì per andare in Africa, ricompare nell`aprile del 1914 per sposare Olga Emilie Jarosh-Stehlik.
Schwarzer era un riservista dell'esercito che fu chiamato con lo scoppio della prima guerra mondiale il 28 luglio 1914.
Morì in battaglia a Wirballen (Wierzbolów, Polonia sotto l`Impero Russo e ora Virbalis in Lituania), il 10 ottobre di quell'anno.